# Wilaya de Bouira
Pour les articles homonymes, voir Bouira (homonymie).
La wilaya de Bouira (en berbère : Tanebḍit n Tuviret, en tifinagh : ⵜⴰⵏⴻⴱⴹⵉⵜ ⵏ ⵜⵓⴱⵉⵔⴻⵜ ; en arabe : ولاية البويرة) est une wilaya algérienne située en Kabylie. La population de la wilaya en 2008 est de 695 583 habitants.

## Géographie

### Situation
La wilaya est située est bordée par les chaînes montagneuses du Djurdjura au nord et des Bibans au sud-est. Elle est délimitée :
- au nord par les deux wilayas de Boumerdès et de Tizi Ouzou ;
- à l'est par les deux wilayas de Béjaïa et de Bordj Bou Arréridj ;
- au sud par la wilaya de M'Sila ;
- à l’ouest par la wilaya de Médéa.

|                 | Wilaya de Boumerdès, Wilaya de Tizi-Ouzou |                                                |
| Wilaya de Médéa | wilaya de Bouira                          | Wilaya de Béjaïa, Wilaya de Bordj Bou Arreridj |
|                 | Wilaya de M'Sila                          |                                                |

### Relief
Le relief est contrasté et comporte cinq grands ensembles physiques :
- La dépression centrale (plaines des Aribes, plateau d’El Asnam, la vallée de Ouadhous et Oued Sahel).
- La terminaison orientale de l’Atlas blidéen.
- Le versant sud du Djurdjura (Nord de la wilaya).
- La chaîne des Bibans et les hauts reliefs du sud.
- La dépression sud des Bibans.

La zone boisée représente 25 % du territoire avec 111 490 ha de massif forestier. On trouve le pin d'Alep, le chêne vert ainsi que le chêne-liège et le cèdre de l’Atlas (sud Djurdjura).

### Climat

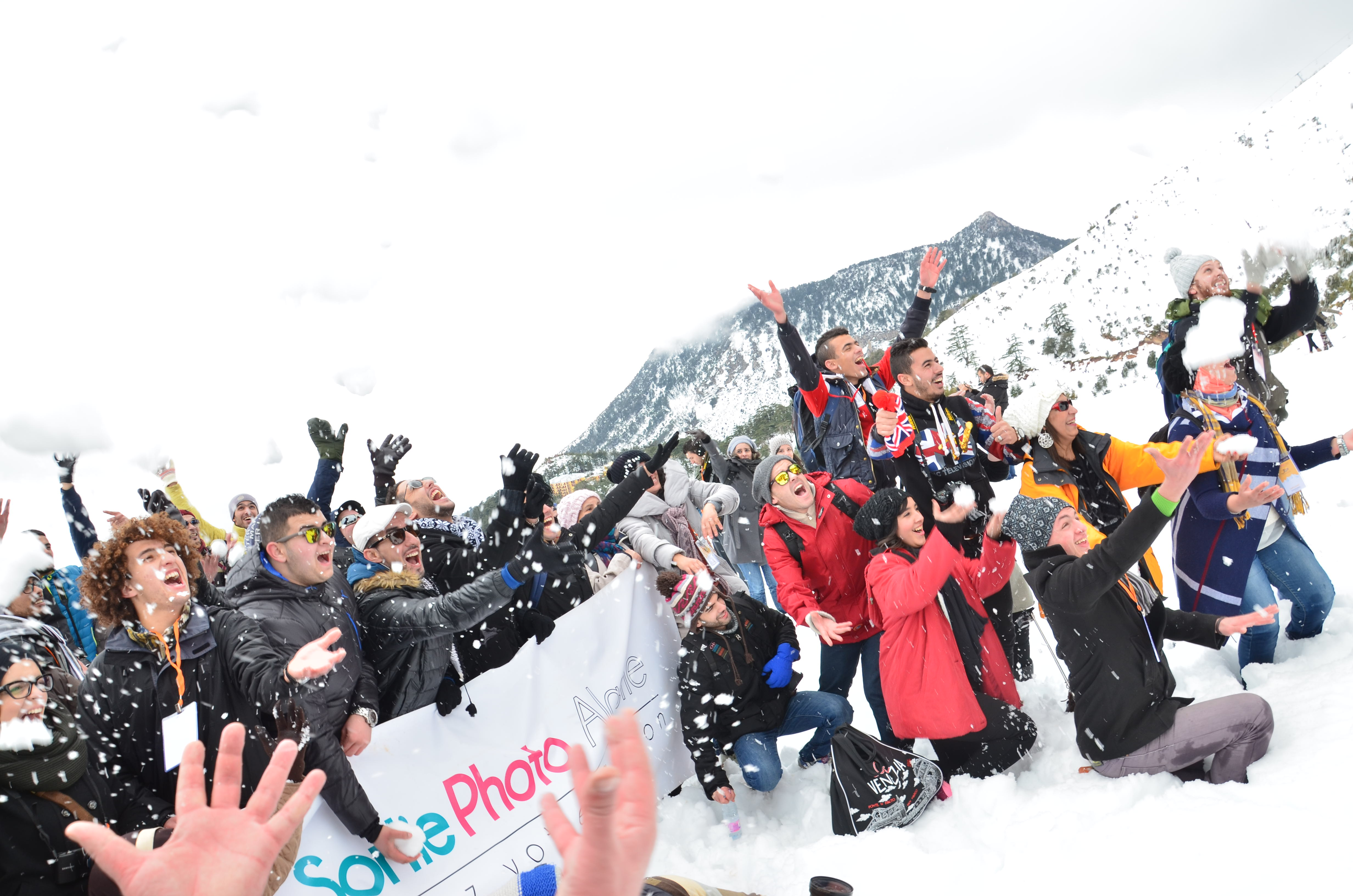
Neige à Tikjda.

Le climat est chaud et sec en été, froid et pluvieux en hiver. La pluviométrie moyenne est de 660 mm/an au nord et de 400 mm/an dans la partie sud. Les températures varient entre 20 et 40 °C de mai à septembre et de 2 à 12 °C de janvier à mars.

### Hydrographie
La wilaya de Bouira renferme d’importantes ressources en eau. Elle est traversée par des bassins versants importants dont l’apport moyen annuel est de l’ordre de 561 millions de m3 constitué par :
- Bassin versant d'Isser : 135 millions de m3/an.
- Bassin versant Sahel Soummam : 380 millions de m3/an
- Bassin versant du Hodna : 35 millions de m3/an
- Bassin versant Humus : 11 millions de m3/an

## Histoire
Connue, dans le passé, sous le nom de royaume de Haz, la région de Bouira a affronté l'invasion romaine et a vécu sous la domination ottomane dont la présence est attestée par plusieurs sites tels le Bordj turc, appelé actuellement Draâ El-Bordj et Aïn El Turc, sur l'axe de la route nationale Béjaia - Alger.
La pénétration coloniale française a fait l'objet d'une très forte résistance de la part des habitants placés sous l'autorité de l'Émir Abd el-Kader, qui a notamment séjourné à Borj Hamza en 1839 en compagnie de son adjoint Ahmed lbn Salem Rebissi. La région a été le théâtre d'une défaite du duc d'Aumale et a également connue l'insurrection de Cherif Boubaghla (1851-1855) qui s'est propagée à partir de Sour El-Ghozlane et la révolte d'El Mokrani.
Élevée au rang de wilaya après le découpage administratif de 1974, elle faisait partie de la wilaya de Tizi-Ouzou.

## Organisation de la wilaya

Organisation territoriale de la wilaya de Bouira.

### Walis
Le poste de wali de la wilaya de Bouira a été occupé par plusieurs personnalités politiques nationales depuis sa création le 2 juillet 1974 par l'ordonnance no 74-69 qui réorganise le territoire algérien en portant le nombre de wilayas de quinze à trente et une.
| N° | Wali                       | Début              | Fin               |
| -- | -------------------------- | ------------------ | ----------------- |
| 1  | Boumehdi Benyoucef         | 17 septembre 1974  | 31 août 1978      |
| 2  | Ali Assoul                 | 1er septembre 1978 | 31 août 1981      |
| 3  | Salah Laouir               | 1er septembre 1981 | 7 mai 1986        |
| 4  | Abdesselam Benslimane      | 7 mai 1986         | 29 juillet 1990   |
| 5  | Ramdane Djidjeli           | 29 juillet 1990    | 21 août 1991      |
| 6  | Brahim Bengayou            | 21 août 1991       | 30 juin 1994      |
| 7  | Noureddine Lakhdar Benacer | 30 juin 1994       | 24 septembre 1995 |
| 8  | Djillali Arar              | 24 septembre 1995  | 22 août 1999      |
| 9  | Hocine Mazouz              | 22 août 1999       | 16 août 2001      |
| 10 | Abdelkader Farsi           | 16 août 2001       | 7 mai 2008        |
| 11 | Ali Bouguerra              | 7 mai 2008         | 4 mars 2013       |
| 12 | Nacer Maskri               | 4 mars 2013        | 4 octobre 2016    |
| 13 | Mouloud Cherifi            | 4 octobre 2016     | juillet 2017      |
| 14 | Mustapha Limani            | juillet 2017       | 25 janvier 2020   |
| 15 | Abdessalem Lakehal Ayat    | 25 janvier 2020    | 14 septembre 2022 |
| 16 | Abdelkarim Lamouri         | 14 septembre 2022  | en cours          |

### Daïras
La wilaya de Bouira est composée de 12 Dairas : Bouira, Ain-Bessem, Lakhdaria, Sour-El-Ghozlane, Souk-El-Khemis, Bir-Ghbalou, El-Hachimia, Kadiria, M'Chedallah, Haizer, Bechloul.

### Communes
La wilaya de Bouira compte 45 communes : Aïn Bessem, Ahnif, Aghbalou, Aïn El Hadjar, Ahl El Ksar, Aïn Laloui, Ath Mansour, Aomar, Aïn El Turc, Aït Laziz, Bouderbala, Bechloul, Bir Ghbalou, Boukram, Bordj Okhriss, Bouira, Chorfa, Dechmia, Dirrah, Djebahia, El Hakimia, El Hachimia, El Adjiba, El Khabouzia, El Mokrani, El Esnam, Guerrouma, Haizer, Hadjra Zerga, Kadiria, Lakhdaria, M'Chedallah, Mezdour, Maala, Maamora, Oued El Berdi, Ouled Rached, Raouraoua, Ridane, Saharidj, Sour El Ghozlane, Souk El Khemis, Taguedit, Taghzout, Zbarbar.

## Transport

### Routes
La wilaya de Bouira est desservie par plusieurs routes nationales :
- Route nationale 5: RN5 (Route de Constantine).
- Route nationale 8: RN8 (Route de Bou Saâda).
- Route nationale 15: RN15 (Route de Chorfa).
- Route nationale 18: RN18 (Route de Berrouaghia).
- Route nationale 25: RN25 (Route de Aïn Bessem).
- Route nationale 26: RN26 (Route de Tazmalt).
- Route nationale 30: RN30 (Route de M'Chedallah).
- Route nationale 33: RN33 (Route de Tikjda).
- Route nationale 60: RN60 (Route de M'Sila).
- Route nationale 62: RN62 (Route de Hannacha).
- Route nationale 106 : RN106 (Route de Bordj Bou Arréridj).
- Autoroute Est-Ouest.

## Sport

### Stades
Cette wilaya abrite plusieurs stades municipaux:
1. Stade Saïd Bourouba.
2. Stade Rabah Bitat.

### Clubs
Cette wilaya abrite plusieurs clubs sportifs parmi les clubs de football en Algérie :
1. Mouloudia Club de Bouira
2. Mouloudia Baladiat Bouira (ar)
3. Ittihad Baladiat Lakhdaria
4. Entente de Sour El Ghozlane

## Ressources hydriques

### Barrages
La wilaya de Bouira comprend les barrages suivants :
- Barrage de Koudiat Acerdoune[12].
- Barrage de Tilesdit[13].
- Barrage de Oued Lakhal[14].
- Barrage de Souflat[15].

Ces barrages font partie des 65 barrages opérationnels en Algérie alors que 30 autres sont en cours de réalisation en 2015.

## Religion

### Mosquées
La wilaya de Bouira abrite plusieurs centaines de mosquées réparties dans ses communes.

## Santé
- Hôpital de Bouira.
- Hôpital de M'Chedellah.
- Hôpital de Lakhdaria.
- Hôpital de Sour El Ghozlane.
- Hôpital de Aïn Bessam.

## Tourisme

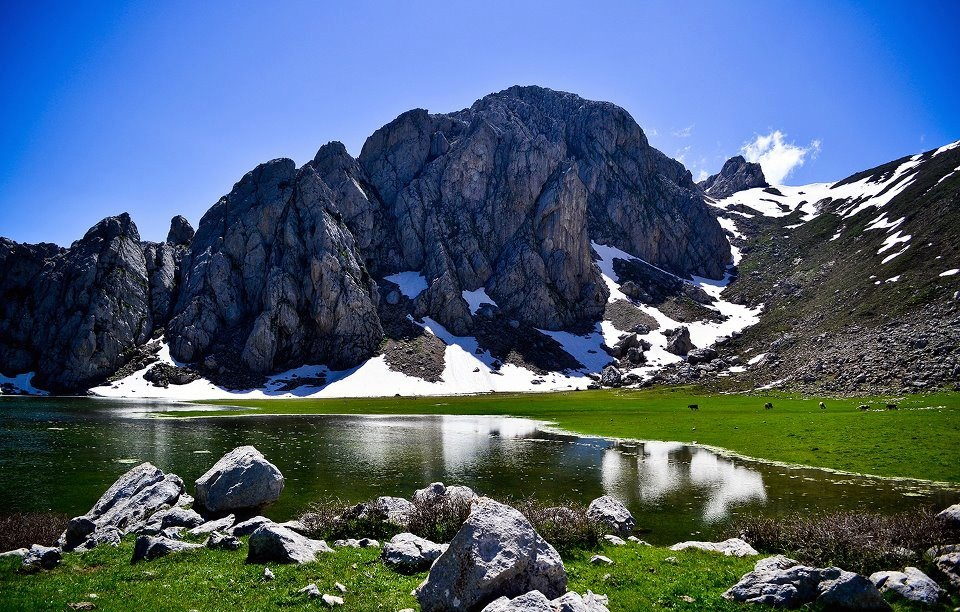
Le lac Agoulmime de Tikjda du département de Bouira en Algérie, situé à 1700 m d'altitude.

La wilaya de Bouira dispose de plusieurs sites touristiques :
- Le parc national du Djurdjura (18 550 ha)
- Station de climatique (ski) de Tikjda (1 460 m)
- Tamda n'uglmim (lac - Djurdjura)
- Plateu d'Aswal (prairie - Djurdjura)
- Mimouna & Ain Allouane (Village pittoresque et système de captage d'eau de source naturelle et d'irrigation - Djurdjura)
- Site climatique de Tala Rana
- Source thermale de Hammam Ksana
- Aggug n'Tilesdit (Barrage - Haute Soummam)
- Aggur n'Aserdoun (Barrage - Haut Isser)
- Bordj n'Turk (Fort ottoman - Bouira)
- Fôret Rich (Bouira)

## Personnalités liées à la Wilaya de Bouira
- Cheikh El Mokrani, chef des révoltes survenues en Algérie pendant la conquête française.
- Kaddour M'Hamsadji, écrivain algérien de langue française et arabe.
- Hamid Nacer-Khodja, écrivain et poète algérien.
- Jean Brune, écrivain et journaliste français.
- Djamel Amrani, écrivain algérien d'expression française.
- Jean-Claude Brialy, acteur, réalisateur, scénariste et écrivain français.
- M'hamed Aoune, poète algérien contemporain de langue française.
- Messaour Boulanouar, poète algérien de langue française.
- Arezki Metref, poète et journaliste algérien.
- Arezki Larbi, peintre algérien.
- Salah Sadaoui, chanteur algérien.
- Mohamed Khedis, joueur de football international algérien.
- Faouzi Mansouri,joueur de football international algérien.
- Idir Ouali,joueur de football algérien.
- Karim Belhocine, joueur de football franco-algérien.
- Mélinda Hennaoui, joueuse de volley-ball algérienne.
- Mohamed Allalou, boxeur algérien, Médaillé de bronze aux Jeux olympiques de Sydney en 2000 dans la catégorie super-légers.

## Terrorisme
Dans le Wali de Bouira, monsieur Ibrahim ben Ghayou a subi une tentative d'assassinat le mercredi matin 12 avril 1994, vers 8h30 près de sa maison par des terroristes armées, source : el-massaa no 2633 du samedi 15 avril 1994 page 1.